# Anders Lundqvist (sciatore 1968)
Anders Lundqvist (1968) è un ex sciatore alpino svedese.

## Biografia
Specialista delle prove tecniche, Lundqvist debuttò in campo internazionale in occasione dei Mondiali juniores di Jasná 1985 e, l'anno dopo, nella rassegna iridata giovanile di Bad Kleinkirchheim 1986 vinse la medaglia d'oro nello slalom speciale e quella d'argento nello slalom gigante; non prese parte a rassegne olimpiche né ottenne piazzamenti in Coppa del Mondo o ai Campionati mondiali.

## Palmarès

### Mondiali juniores
- 2 medaglie:
  - 1 oro (slalom speciale a Bad Kleinkirchheim 1986)
  - 1 argento (slalom gigante a Bad Kleinkirchheim 1986)